# Molly Gordon
Molly June Gordon, född 6 december 1995 i Venice i Los Angeles, är en amerikansk skådespelare, regissör och manusförfattare.
Gordon uppträdde på scen redan som treåring i skolpjäser och uppträdde i Fiddler on the Roof som fyraåring. Hennes föräldrar var i film- och teaterbranschen, och hon bestämde sig tidigt för en filmkarriär. När hon var 18 år började hon på New York University, men stannade där i bara två veckor för att istället bli anställd som värdinna på Restaurant Balthazar, samtidigt som hon spelade off-Broadway-teater.
Gordon gjorde sin filmdebut som femåriga Callie i I Am Sam. Hon har senare medverkat i bland annat TV-serien The Bear, som hade premiär 2022. Hon har även medverkat i filmerna You People och Theater Camp från 2023.

## Filmografi (i urval)
- 2001 – I Am Sam
- 2005 – En förtrollad romans
- 2015 – Ithaca
- 2015 – Love the Coopers
- 2016 – Animal Kingdom (TV-serie)
- 2018 – Life of the Party
- 2019 – Booksmart
- 2019 – Good Boys
- 2020 – The Broken Hearts Gallery
- 2022 – Am I OK?
- 2023 – The Bear (TV-serie)
- 2023 – You People
- 2023 – Theater Camp (TV-film; även regi och manus)